# Killnet
Killnet — російська хакерська група, відома своїми кібератаками на державні установи в країнах НАТО під час вторгнення Росії в Україну

## Попередження Five Eyes
Розвідувальний альянс Five Eyes опублікував попередження про атаки на об'єкти інфраструктури з боку проросійських груп, включаючи Killnet, у квітні 2022 року.

## Атаки

### Румунія
Killnet стояла за атаками на урядові сайти Румунії з 29 квітня 2022 р. по 1 травня 2022 р.

### Молдова
Після терактів у невизнаному Придністров'ї служба інформації та безпеки Республіки Молдова повідомила, що російське хакерське угруповання Killnet зробило серію кібератак на сайти молдавських офіційних органів та установ. Це сталося за кілька днів після атаки на румунські сайти.

### Чехія
Killnet взяла на себе відповідальність за атаки на веб-сайти державних установ Чехії у квітні 2022.

### Італія
Сайти Італійського національного інституту охорони здоров'я та Автомобільного клубу Італії зазнали атаки незадовго до конкурсу пісні «Євробачення-2022». Веб-сайт італійського сенату зазнав атаки і був закритий на годину.

### Євробачення 2022
Killnet зробив невдалу спробу атакувати сайт Євробачення за допомогою DDoS -атаки. Після невдалої атаки пригрозили атакувати 10 європейських країн, у тому числі Італію. Хоча самі хакери стверджують, що атака була призупинена за їх бажанням, мета не повідомляється.

### Литва
27 і 28 червня сервери уряду Литви зазнали DDoS-атаки. Прес-служба податкової інспекції (VMI) уточнила Delfi, що через «надзвичайно великий поток під'єднань» призупинили роботу кількох своїх сервісів. Директор департаменту міграції Евеліна Гудзінскайте розповіла про збої у роботі внутрішніх систем для видачі паспортів та видів на проживання. Відповідальність за DDoS -атаки взяло на себе проросійське хакерське угруповання Killnet. Вони вимагали дозволити транзит санкційних товарів до Калінінградської області через Литву.

### Норвегія
Група організувала атаки на різні норвезькі організації за допомогою потужних DDOS-атак 28 червня 2022 року. Управління національної безпеки Норвегії повідомило, що персональні дані не були скомпрометовані за результатами атак.

### США
Хакерське угруповання взяло на себе відповідальність за кібератаку на американську військову компанію Lockheed Martin — виробника високомобільної артилерійської ракетної системи M142, яка відбулася на початку серпня. Компанія не відповіла чітко на запит, був зламаний її сайт чи ні.

## Заява FakeAnonymous
Колектив FakeAnonymous офіційно оголосив кібервійну з хакерським угрупованням Killnet.